# マックス・ヒサタケ
マックス・ヒサタケ（Max Hisatake, 1998年4月10日 - ）は、アメリカ合衆国ネバダ州ラスベガス出身のプロバスケットボール選手（パワーフォワード）。青森ワッツ所属。
母は日本人、サモア人、ドイツ人、アイルランド人のルーツがあり、父は黒人とスペイン人のミックス。

## 経歴

### 生い立ち
ハワイで生まれてすぐ、ロサンゼルスで1年ほど生活したのちにラスベガスに移住し、高校を卒業するまでそこで育った。

### 高校、大学
ネバダ州ラスベガスにあるザ・メドーズ・スクールでは、27勝3敗の成績を残したシニアの年度に、平均17.3得点、13.3リバウンドを記録した。バスケットボール部と並行してアメリカンフットボール部にも所属。バスケットボールではネバダ州ディビジョン3の年間最優秀選手に選ばれ、アメリカンフットボールでは同年間最優秀守備選手に選出されている。
高校卒業後はNCAAディビジョン3のNACCに所属するイリノイ工科大学に入学。1年生ながらも25試合に先発出場し、セカンドチーム・オール・インディペンデントに選出された。2年から4年まで得点とリバウンドで平均ダブルダブルの数字を残し、4年生時の平均13.9リバウンドは全米4位だった。
2019-20シーズンはNACCの最優秀守備選手、オールNACCファーストチームに選出されている。

### プロ
大学卒業後、マンバ・アカデミーにて当時サンロッカーズ渋谷のテクニカルアドバイザーを務めていたデイビッド・ナースとワークアウトを行なったことをきっかけに、2021年8月から渋谷の練習生としてチームに参加。同年10月に選手契約を締結した。プロ1年目は58試合に出場し、平均6.4得点、5.7リバウンドの成績をのこした。このシーズンの途中、2022年3月15日には三遠ネオフェニックスに移籍している。
プロ2年目となる2022年8月12日、B2リーグの青森ワッツと契約。このシーズンはオールスターゲームのダンクコンテストにも出場し、決勝まで進出。しかし、コー・フリッピンに敗れて準優勝となった。
プロ3年目の開幕前、2023年9月19日にB1リーグの茨城ロボッツへ移籍するが、11月15日に茨城との契約が満了となり退団。茨城退団後暫くは無所属の状態だったが、2024年1月25日、B2リーグの神戸ストークスに加入した。
2024年6月12日に青森と契約し、2シーズンぶりに復帰した。

## 個人成績

### 大学での成績
| シーズン | チーム        | GP  | GS  | MPG  | FG%  | 3P%  | FT%  | RPG   | APG  | SPG  | BPG  | PPG  |
| -------- | ------------- | --- | --- | ---- | ---- | ---- | ---- | ----- | ---- | ---- | ---- | ---- |
| 2016-17  | Illinois Tech | 28  | 25  | 21.8 | .524 | -    | .671 | 8.6   | 0.8  | 1.1  | 2.4  | 8.0  |
| 2017-18  | Illinois Tech | 27  | 27  | 26.8 | .528 | -    | .538 | 10.3  | 1.2  | 0.9  | 2.5  | 12.2 |
| 2018-19  | Illinois Tech | 27  | 25  | 29.2 | .485 | .222 | .724 | 10.1  | 2.1  | 1.1  | 1.7  | 11.7 |
| 2019-20  | Illinois Tech | 26  | 26  | 33.2 | .533 | .333 | .538 | 13.9  | 2.2  | 1.3  | 2.2  | 15.6 |
| Career   | Career        | 108 | 103 | 27.7 | .519 | .250 | .606 | 10.69 | 1.56 | 1.07 | 2.19 | 11.8 |

### レギュラーシーズン
| シーズン   | チーム | GP | GS | MPG  | FG%  | 3P%  | FT%  | RPG | APG | SPG | BPG | PPG |
| ---------- | ------ | -- | -- | ---- | ---- | ---- | ---- | --- | --- | --- | --- | --- |
| B1 2021-22 | 渋谷   | 36 | 9  | 14.2 | .592 | .000 | .450 | 4.7 | 0.3 | 0.9 | 0.5 | 4.7 |
| B1 2021-22 | 三遠   | 22 | 8  | 21.1 | .589 | .429 | .429 | 7.3 | 0.7 | 1.2 | 0.2 | 9.1 |
| B2 2022-23 | 青森   |    |    |      |      |      |      |     |     |     |     |     |
| B1 2023-24 | 茨城   |    |    |      |      |      |      |     |     |     |     |     |

## 私生活
叔父はNFLのサンディエゴ・チャージャーズなどで活躍したジュニア・セアウ。学生時代は学業も優秀で、建築を学ぶためにイリノイ工科大学を選択した。